# Falkenburg (Weimar)

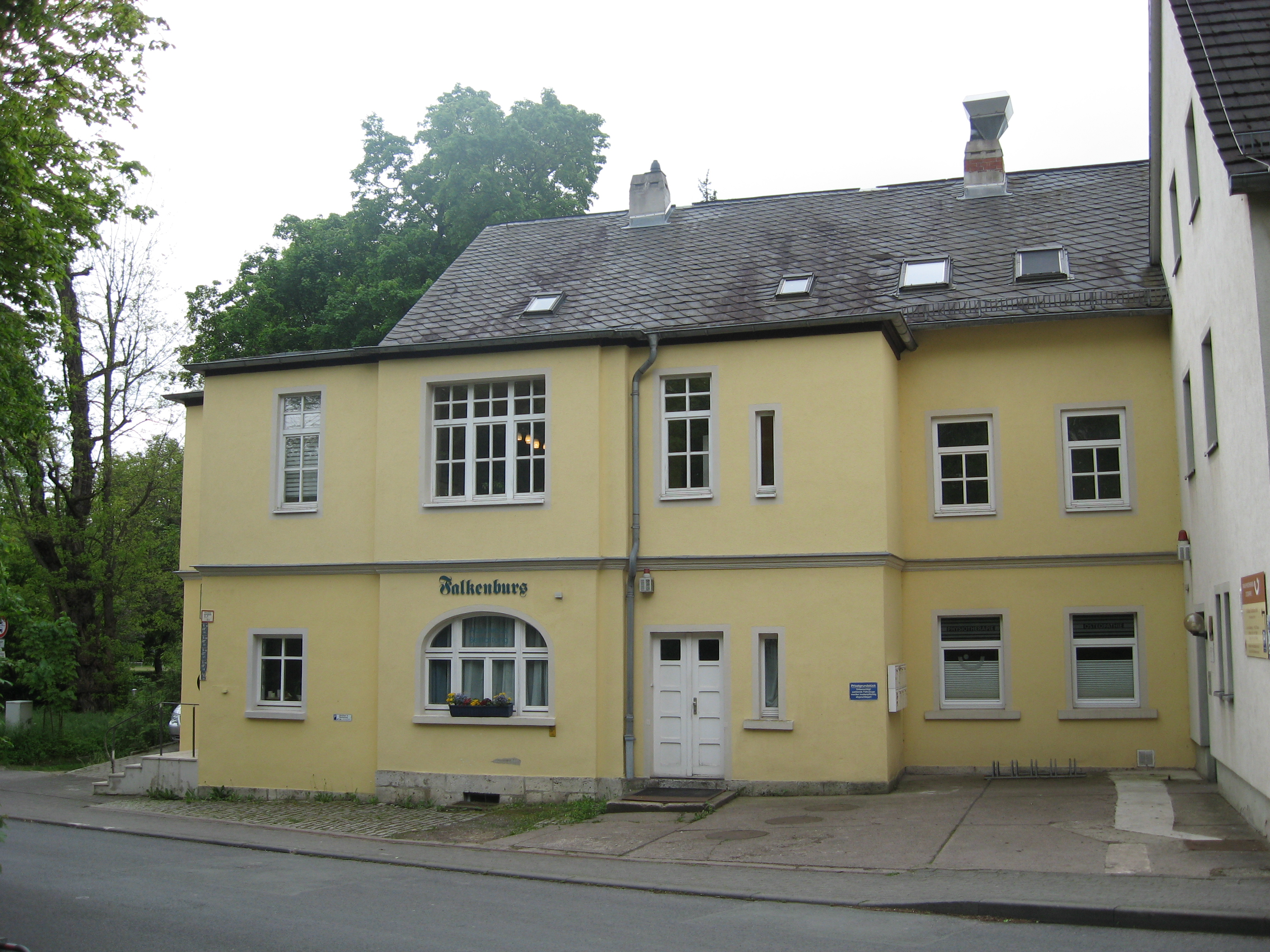
Ehemaliges Restaurant Falkenburg, Weimar

Das Lustschloss bzw. die Zitadelle Falkenburg stand einst in Weimar, Thüringen.

## Lage
Die Falkenburg befand sich auf halbem Wege zwischen dem Residenzschloss und dem Lustschloss Belvedere an der Belvederer Allee.

## Geschichte
Herzog Ernst August I. von Sachsen-Weimar-Eisenach ließ die Anlage 1732 nach der Stiftung des Ordens vom Weißen Falken errichten. 1750 war dieses herrschaftliche Gebäude schon baufällig, weil der Herzog in Dornburg/Saale einen geeigneteren Ort gefunden hatte. Zuvor befand sich dort ein Hospital. Die bis 1732 darin befindlichen Insassen hatten auf der sog. Hospitalwiese die Aufgabe für Heu zu sorgen. Diese ist das Gelände des heutigen Sportplatzes mit Sporthalle an der Falkenburg. Auch der Name des nur bei Schneeschmelze oder starkem Regen wasserführenden Baches Hospitalgraben leitet sich daraus ab. Er mündet bei der Hängebrücke in die Ilm. Der Hospitalgraben zusammen mit dem Wilden Graben und dem Papiergraben haben als Wasserrisse während der 1613 niedergehenden Gewittergüsse ein verheerendes Unglück ausgelöst, welches als Thüringer Sintflut in die Geschichte eingegangen war. Es gab hier einmal später ein Restaurant (siehe Aufnahme), das den Namen Falkenburg trug. Das Gebäude wurde 1881 errichtet. Außer dieser Bezeichnung stehen der Schanzengraben bzw. Panzerwäldchen damit im Zusammenhang. während der untere Teil des Grabens zugeschüttet wurde, hat sich der obere Teil als Streuobstwiese erhalten, dessen oberer Teil bis ins Merketal bis zu den Muschelkalkhöhen bei Gelmeroda führt. Bauliche Reste der Falkenburg, sowohl des einstigen Lustschlosses als auch der Zitadelle, gibt es nicht mehr.
Das Schloss in Weimar wurde 1756 auf Befehl des Königs Friedrich II. von Preußen im Siebenjährigen Krieg zerstört. Da die Zitadelle auf Grund ihrer Lage keine militärische Funktion erfüllen konnte, diente das Hauptgebäude nur repräsentativen Zwecken bis zum Abriss.

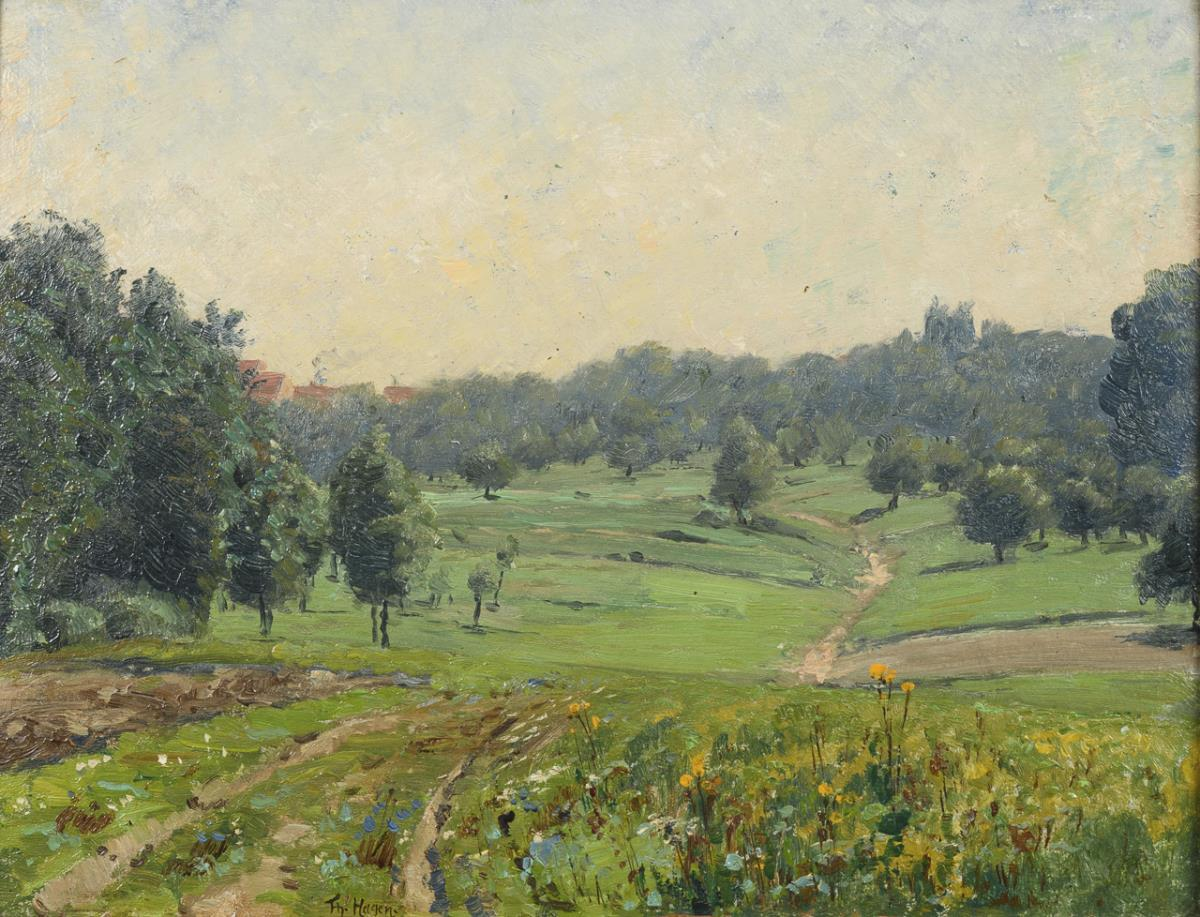
Am Schanzengraben von Theodor Hagen 1890

Theodor Hagen, der der Weimarer Malerschule zugehört, malte den Schanzengraben 1890.

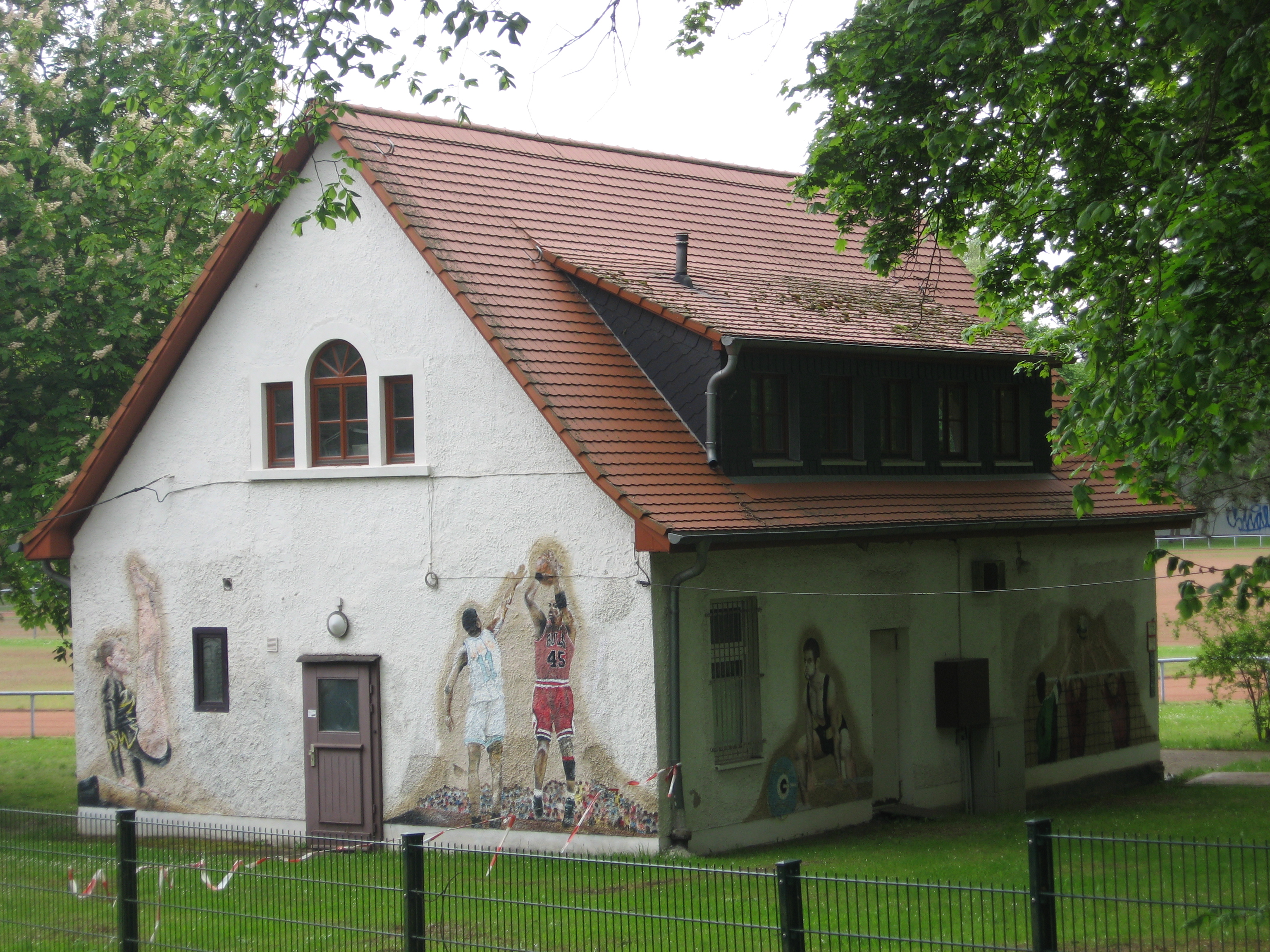
Sportplatz Falkenburg

Die Falkenburg war von 1899 bis 1937 die Endstation von zwei Linien der Straßenbahn Weimar, mit denen man direkt zu Hauptbahnhof (Staatsbahnhof) fahren konnte. Später wurde die Falkenburg durch den Oberleitungsbus Weimar zwischen Ehringsdorf und Weimar angebunden. Gegenüber befindet sich die 1910 entstandene Sportanlage Falkenburg, die 1923 um ein Fußballfeld erweitert wurde. Es handelt sich um die Belvederer Allee 25a. An der Nordseite des Sportplatzes steht ein Denkmal für die gefallenen Sportsfreunde des VfB Oberweimar im Ersten Weltkrieg.